# Домартен ле Кизо
Домартен ле Кизо (фр. Dommartin-lès-Cuiseaux) насеље је и општина у источном делу централне Француске у региону Бургоња, у департману Саона и Лоара која припада префектури Луан.
По подацима из 2011. године у општини је живело 801 становника, а густина насељености је износила 42,47 становника/km². Општина се простире на површини од 18,86 km². Налази се на средњој надморској висини од 215 метара (максималној 226 m, а минималној 182 m).

## Демографија
| 1962. | 1968. | 1975. | 1982. | 1990. | 1999. | 2011. |
| ----- | ----- | ----- | ----- | ----- | ----- | ----- |
| 804   | 844   | 776   | 681   | 684   | 636   | 801   |

График промене броја становника у току последњих година